# Nepal
Nepál (nepalsko नेपाल Nepāl [ne'pal]), uradno Federativna demokratična republika Nepal (nepalsko सङ्घीय लोकतान्त्रिक गणतन्त्र नेपाल Saṅghīya Lokatāntrik Gaṇatantra Nepal), je celinska država v južni Aziji. V glavnem leži v Himalaji, vendar vključuje tudi dele indo-gangeške planote. Z ocenjeno populacijo 28,9 milijona je 42. največja država po prebivalstvu in 93. največja država po površini. Na severu meji s Kitajsko, na jugu in vzhodu z Indijo, na jugu in vzhodu z Bangladešem in z Butanom, ki ga loči od indijske države Sikim. Nepal ima raznoliko geografijo, vključno z rodovitnimi ravnicami, predalpskimi gozdnatimi griči in osem od deset najvišjih gora na svetu, vključno z Mount Everestom. Katmandu je glavno in največje mesto. Nepal je večetnični narod, pri čemer je nepalščina uradni jezik.
Ime Nepal je prvič zabeleženo v besedilih iz vedskega obdobja indijske podceline, obdobja v stari Indiji, ko je bil ustanovljen hinduizem, prevladujoča vera v državi. Sredi 1. tisočletja pred našim štetjem se je Gautama Buda, začetnik budizma, rodil v kraju Lumbini v južnem Nepálu. Deli severnega Nepala so se prepletali s kulturo Tibeta. Centralno razporejena Katmandujska dolina se prepleta s kulturo indo-arijcev in je bila sedež uspešne konfederacije Nevarcev, imenovane Nepalska mandala. V himalajski veji stare Svilne ceste so v dolini prevladovali trgovci. Svetovljanska regija je razvila posebno tradicionalno umetnost in arhitekturo. V 18. stoletju je kraljestvo Gorkha doseglo združitev Nepala. Rodbina Shah je ustanovila kraljevino Nepal in kasneje zavezništvo z britanskim imperijem v okviru rodbine Rajput Rana. Država ni bila nikoli kolonizirana, temveč je služila kot varovalna država med cesarsko Kitajsko in britansko Indijo. Parlamentarna demokracija je bila uvedena leta 1951, vendar so jo nepalski monarhi dvakrat prekinili leta 1960 in 2005. Nepalska državljanska vojna je v 1990-ih in zgodnjih 2000-ih pripeljala do razglasitve sekularne republike leta 2008, ki je končala zadnjo hindujsko monarhijo na svetu.
Ustava Nepala, sprejeta leta 2015, vzpostavlja Nepal kot federativno sekularno parlamentarno republiko, razdeljeno na sedem provinc. Nepal je bil sprejet v Organizacijo združenih narodov leta 1955, pogodbe o prijateljstvu pa so bile podpisane z Indijo leta 1950 in Ljudsko republiko Kitajsko leta 1960. Nepal je gostitelj stalnega sekretariata Južnoazijskega združenja za regionalno sodelovanje (SAARC), katerega ustanovni član je. Nepal je bil tudi član Gibanja neuvrščenih in pobude Bengalski zaliv. Vojska Nepala je peta največja v Južni Aziji; odlikuje jo zgodovina Gurk, zlasti med svetovnimi vojnami in pomembno prispeva k mirovnim operacijam Združenih narodov.

## Etimologija
Lokalne legende pravijo, da se je hindujski modrec z imenom Ne uveljavil v Katmandujski dolini v predzgodovini in da je beseda Nepal nastala, kot kraj za zaščito (pala v Paliju) po modrecu Nemi. V vedskih besedilih je omenjeno, da se je ta regija stoletja pred tem imenovala Nepal. Po Skanda Purani je v Himalaji živel riši, imenovan Nemi. V Pashupati Purani je omenjen kot svetnik in zaščitnik. Rečeno je, da je prakticiral meditacijo ob rekah Bagmati in Kesavati in se tam učil.
Ime države je prav tako po poreklu enako imenu Nevarcev. Izraza Nepal, Newār, Newāl in Nepār so fonetično različne oblike iste besede in primeri različnih oblik se pojavljajo v besedilih v različnih časih zgodovine. Nepal je naučena sanskrtska oblika, Nevar pa je pogovorna prakritska oblika. Sanskrtski napis iz leta 512, najden v Tistungu, dolini zahodno od Katmanduja, vsebuje besedno zvezo 'pozdrave Nepalcem', ki kažejo, da je bil izraz Nepal uporabljen tako za državo kot za ljudi.
Predlagano je bilo, da je Nepal morda sanskritizacija Newar ali Newar in je lahko kasnejša oblika Nepala. Po drugi razlagi sta besedi Newar in Newari vulgarizmi, in izhajata iz mutacije P v V, in L do R.

## Zgodovina

### Antika
Neolitska orodja iz Katmandujske doline kažejo, da ljudje živijo v himalajski regiji vsaj enajst tisoč let.
Nepál se prvič omenja v pozni vedski Atarvavedi Pariśiṣṭi kot kraj, ki izvaža odeje in v postvedski Atarvaširša  Upinšadi. V Samudraguptinem Allahabad stebru je omenjen kot mejna država. Skanda Purana ima posebno poglavje, imenovano »Nepal Mahatmya«, z več podrobnostmi. Nepal je omenjen tudi v hindujskih besedilih, kot je Narayana Puja.
Legende in starodavna besedila, ki omenjajo regijo, zdaj znano kot Nepal, segajo v 30. stoletje pred našim štetjem. Rodbina Gopal Bansa je bila verjetno ena prvih prebivalcev Katmandujske doline. Najstarejši vladarji Nepala so bili Kirati (Kiratsko kraljestvo), ljudstvo, ki se pogosto omenja v hindujskih besedilih in so vladali Nepalu več stoletij. Različni viri omenjajo do 32 kiratskih kraljev.
Približno 500 pr. n. št. so v južnih regijah Nepala nastala majhna kraljestva in zveze klanov. Iz enega od teh se je pojavilo pleme Šakja, v katerem se je rodil Gautama Buda, ki je vodil asketsko življenje, ustanovil budizem (tradicionalno datiran 563-483 pr. n. št.).
Do 250. pr. n. št. so bile južne regije pod vplivom cesarstva Maurja v severni Indiji, kasneje pa so postale vazalna država pod cesarstvom Gupta v 4. stoletju pr. n. št.
Obstaja precej podroben opis kraljevine Nepal na račun priznanega kitajskega budističnega meniha Xuan Zanga iz leta 645.  Kamniti napisi v Katmandujski dolini so pomembni viri za zgodovino Nepala.
Ugotovljeno je bilo, da so kralji rodbine Ličhavidov vladali Nepalu po monarhični rodbini Kirat. Kontekst, da so »Suryavansi Kshetriyas vzpostavili nov režim, ko so premagali Kirate«, lahko najdemo v nekaterih rodovnikih in Puranah. Ni še jasno, kdaj je bila v Nepalu ustanovljena rodbina Ličhavidov. Po mnenju Baburama Acharye, pomembnega nepalskega zgodovinarja, so Ličhavidi vzpostavili svojo samostojno vlado z ukinitvijo države Kiratov, ki je prevladovala v Nepalu okoli leta 250.
Rodbina Ličavidov je začela upadati v poznem 8. stoletju, sledila ji je doba Nevarcev ali Takurov. Kralji Takuri so vladali po vsej državi do sredine 12. stoletja. Kralj Raghav Dev naj bi ustanovil vladajočo rodbino oktobra 869 in tudi začel Nepal Sambat (eden od treh koledarjev, ki jih uporabljajo v Nepalu; poleg gregorijanskega in Bikram Sambata edini, ki je nastal v Nepalu).

### Srednji vek
V začetku 12. stoletja so se v daljnem zahodnem Nepalu pojavili voditelji, katerih imena so se končala s sanskrtsko pripono malla ('rokoborec'). Ti kralji so utrdili svojo moč in vladali v naslednjih 200 letih, dokler se kraljestvo ni razcepilo v ducat drobnih držav. Druga rodbina Malla, ki se je začela z Džajasthitijem, je nastala v Katmandujski dolini v poznem 14. stoletju, velik del osrednjega Nepala pa je spet prišel pod enotno oblast. Leta 1482 je bilo kraljestvo razdeljeno na tri kraljestva: Katmandu, Patan in Bhaktapur.

### Kraljevina Nepal (1768–2008)
Sredi 18. stoletja se je Pritji Narajan Shah, kralj Gurkov odločil, da bo sestavil, kar je postal današnji Nepal. Svoje poslanstvo je začel z zagotavljanjem nevtralnosti mejnih gorskih kraljestev. Po več krvavih bitkah in obleganjih, predvsem bitki pri Kirtipurju, je leta 1769 uspel osvojiti Katmandujsko dolino. Podroben opis zmage Pritji Narajan Shaha je napisal oče Giuseppe, pričevalec vojne.
Nadzor Gurk je dosegel svoj višek, ko so severnoindijska ozemlja kraljestev Kumaon in Garval na zahodu do Sikima na vzhodu prišla pod nadzor Nepala. Spor s Tibetom za nadzor gorskih prelazov in notranjih Tingrijevih dolin v Tibetu je prisilil kitajskega cesarja iz dinastije Čing, da je začel kitajsko-nepalsko vojno in prisilil Nepalce, da se umaknejo in plačajo Pekingu veliko odškodnino.
Konkurenca med Kraljevino Nepal in Vzhodnoindijsko družbo nad nadzorom držav, ki mejijo na Nepal, je sčasoma privedla do anglo-nepalske vojne (1815–16). Sprva so Britanci podcenjevali Nepalce in so bili trdno poraženi, dokler niso namenili več vojaških sredstev, kot so pričakovali, da jih potrebujejo. Tako se je začel ugled Gurk kot silovitih in neusmiljenih vojakov. Vojna se je končala s Pogodbo v Sugauli, v skladu s katero je Nepal prepustil nedavno zajeta ozemlja in pravico do zaposlitve vojakov. Madeši, ki so podpirali vzhodnoindijsko družbo med vojno, so zemljišče podarili Nepalu.
Frakcionalnost znotraj kraljeve družine je privedla do obdobja nestabilnosti. Leta 1846 je bil odkrit zaplet, ki je razkril, da je kraljica, ki je vladala, načrtovala strmoglavljenje Jung Bahadurja Kunwarja, hitro vzpenjajočega vojaškega voditelja. To je pripeljalo do pokola Kot; oboroženi spopadi med vojaškimi osebami in zvestimi kraljici so pripeljali do usmrtitve več sto knezov in poglavarjev po vsej državi. Jung Bahadur Kunwar je postal zmagovalec in ustanovil rodbino Rana, pozneje znan kot Jung Bahadur Rana. Kralj je postal titularna figura, mesto predsednika vlade pa je postalo močno in dedno. Rani so bili trdno pro-britanski in jim pomagali med indijskim uporom leta 1857 (in kasneje v obeh svetovnih vojnah). Nekateri deli regije Tarai, naseljene z ne-nepalskimi narodi, so Britanci podarili Nepalu kot prijateljsko gesto zaradi njegove vojaške pomoči za ohranitev britanskega nadzora v Indiji med uporom. Leta 1923 sta Združeno kraljestvo in Nepal uradno podpisala sporazum o prijateljstvu, ki je nadomestil Sugaulijevo pogodbo iz leta 1816.
Legalizirano suženjstvo je bilo v Nepalu odpravljeno leta 1924. Kljub temu je po ocenah v današnjem Nepalu zasužnjenih 234.600 ljudi ali 0,82% prebivalstva. Dolžniška suženjska obveznost, ki je vključevala tudi dolžnikove otroke, je bila v družbi Tarai trajni socialni problem. Vlado Rana je zaznamovala tiranija, razuzdanost, gospodarsko izkoriščanje in versko preganjanje.
V poznih 1940-ih so bila nastajajoča pro-demokratična gibanja in politične stranke v Nepalu kritična do avtokracije Ranov. Ko je Kitajska v 1950-ih vdrla v Tibet, je Indija poskušala izravnati zaznano vojaško grožnjo severne sosede tako, da je sprejela preventivne ukrepe za uveljavitev večjega vpliva v Nepalu. Indija je leta 1951 sponzorirala tako kralja Tribhuvana (vladal med 1911–55) kot novega vladarja Nepala in novo vlado, ki je večinoma sestavljala nepalski kongres, s čimer so v kraljevini prenehali prevladovati Rani.
Po dolgih letih merjenja moči med kraljem in vlado je kralj Mahendra (vladal leta 1955-72) ukinil demokratični poskus iz leta 1959 in uvedel 'nepriljubljeni' pančajat sistem za upravljanje Nepala do leta 1989, ko je Jan Andolan (Ljudsko gibanje) prisililo kralja Birendro (vladal 1972–2001), da sprejme ustavne reforme in ustanovi večstrankarski parlament, ki je bil ustanovljen maja 1991. Leta 1991–92 je Butan izgnal približno 100.000 butanskih državljanov iz Nepala, od katerih jih je večina živela v sedmih begunskih taboriščih v vzhodnem Nepalu.
Komunistična partija Nepala je leta 1996 začela nasilno zahtevo za zamenjavo kraljevega parlamentarnega sistema z ljudsko republiko. To je pripeljalo do dolge nepalske državljanske vojne in več kot 12.000 smrtnih žrtev.
1. junija 2001 se je v kraljevi palači zgodil pokol. Kralj Birendra, kraljica Aišvarja in sedem drugih članov kraljeve družine je bilo ubitih. Domnevni storilec je bil prestolonaslednik Dipendra, ki je domnevno kmalu zatem storil samomor. Na kratko je bil tri dni razglašen za kralja, ko je bil v komi. Ta izbruh naj bi bil Dipendrin odziv na zavrnitev staršev, da bi sprejeli njegovo izbiro žene. Kljub temu med nepalskimi državljani obstajajo špekulacije in dvomi o tem, kdo je odgovoren.
Po pokolu je brat kralja Birendre Gdžanendra podedoval prestol. 1. februarja 2005 je kralj Gdžanendra razrešil izvoljeno vlado in zakonodajalca, pri čemer je prevzel polno izvršilno oblast, da bi odpravil nasilno maoistično gibanje. Toda ta pobuda ni bila uspešna, ker se je razvil pat položaj, v katerem so bili maoisti trdno zasidrani v velikem obsegu podeželja, vendar še niso mogli iztisniti vojske iz številnih mest in največjih mest. Septembra 2005 so maoisti razglasili trimesečno enostransko premirje za pogajanja.
Kot odgovor na demokratično gibanje leta 2006 se je kralj Gdžanendra strinjal, da bo ljudem prepustil suvereno oblast. 24. aprila 2006 je bil razveljavljen predstavniški dom. Z novo pridobljeno suvereno oblastjo je predstavniški dom 18. maja 2006 soglasno glasoval za zmanjšanje moči kralja in razglasil Nepal za sekularno državo, ki je končala svoj časovno priznani uradni status hindujskega kraljestva. Dne 28. decembra 2007 je bil v parlamentu sprejet zakon o spremembi 159. člena ustave, ki je nadomestil besedilo Določbe o kralju s določbami vodje države - Nepal je razglasil za federalno republiko in s tem odpravil monarhijo. Predlog zakona je začel veljati 28. maja 2008.

### Republika Nepal (2008–danes)
Združena komunistična partija Nepala (maoisti) je osvojila največje število sedežev na volitvah v ustavodajno skupščino 10. aprila 2008 in oblikovala koalicijsko vlado, ki je vključevala večino strank. Čeprav so se v predvolilnem obdobju pojavila nasilna dejanja, so opazovalci volitev ugotovili, da so bile same volitve izrazito mirne in 'dobro izvedene'.
Novoizvoljena skupščina se je sestala v Katmanduju 28. maja 2008, po volitvah 564 članov ustavne skupščine pa je 560 glasovalo za ustanovitev nove vlade, skupaj z monarhistično stranko Rastrija Prajatantra, ki je imela v skupščini štiri člane, ki so registrirali ločeno sporočilo. Na tej točki je bilo ugotovljeno, da je Nepal postal sekularna in vključujoča demokratična republika, vlada pa je napovedala tridnevne praznike od 28. do 30. maja. Kralj je nato dobil 15 dni, da je zapustil palačo Narayanhity, da bi jo lahko odprli kot javni muzej.
Kljub temu so se v Nepalu nadaljevale politične napetosti in posledično bitke za delitev oblasti. Maja 2009 je bila vlada maoistične vlade zrušena in nastala je nova koalicijska vlada z vsemi večjimi političnimi strankami, ki omejujejo maoiste. Madhav Kumar Nepal iz Komunistične partije Nepala (enotni marksist-leninist) je postal predsednik vlade koalicijske vlade. Februarja 2011 je bila vlada Madhava Kumarja iz Nepala odstavljena in Jhala Nath Khanal iz komunistične partije Nepala (združeni marksist-leninist) je postal predsednik vlade. Avgusta 2011 je bila vlada Jhala Nath Khanala odstavljena in Baburam Bhattarai iz komunistične partije Nepala (maoist) je postal predsednik vlade.
Politične stranke v določenem času niso mogle pripraviti ustave. To je pripeljalo do razpada ustavodajne skupščine, da bi odprla pot za nove volitve, da bi si prizadevala za nov politični mandat. V nasprotju s teorijo delitve oblasti je predsednik sodišča Khil Raj Regmi postal predsednik začasne vlade. Pod Regmijem je narod dočakal mirne volitve za konstitutivno skupščino. Glavne sile v prejšnji konstitutivni skupščini (namreč maoisti CPN in stranke Madhesi) so padle na 3. mesto in celo nižje.
Februarja 2014, ko je bilo doseženo soglasje med dvema velikima strankama v ustavodajni skupščini,  Sushil Koirala pa je zaprisegel kot nov predsednik Nepala.
25. aprila 2015 je Nepal prizadel potres magnitude 7,8. Dva tedna pozneje, 12. maja, je Nepal prizadel še en potres z magnitudo 7,3, zaradi katerega je umrlo več kot 8.500 ljudi in bilo približno 21.000 ranjenih.
20. septembra 2015 je takratni predsednik skupščine Ram Baran Yadav napovedal novo ustavo, »Nepalsko ustavo 2015« (nepalsko नेपालको संविधान २०७२). Konstitutivna skupščina se je preoblikovala v zakonodajni parlament. Nova ustava Nepala je spremenila Nepal praktično v federalno demokratično republiko, tako da je ustvarila 7 neimenovanih pokrajin.
Oktobra 2015 je bila za prvo predsednico imenovana Bidhya Devi Bhandari.
- Svečana krona nepalskih kraljev
- Kitajsko-nepalska vojna
- Kralj Tribhuvan in britanski general Claude Auchinleck v kraljevi palači v Katmanduju, 1945
- Elvis Presley s kraljem Mahendro in kraljico Ratna leta 1960
- Minister Izraela David Ben Gurion in minister Nepala B. P. Koirala
- Dr. Ram Baran Yadav, prvi predsednik Nepala

## Geografija
Nepal je približno trapezaste oblike, dolg 800 km in širok 200 km, s površino 147.181 km². Leži med zemljepisno širino 26° in 31° S ter dolžino 80° in 89° V.
Nepal se običajno deli na štiri pokrajinske enote: Visoka Himalaja, Nizka Himalaja, Sivalik in Tarai (tudi Terai). Ti ekološki pasovi tečejo v smeri vzhod-zahod in so po višini od najvišjega do najnižjega v prečnem smislu. Prečkajo jih veliki nepalski rečni sistemi s severa proti jugu.
Južne nižinske ravnice ali Tarai, ki mejijo na Indijo, so del severnega roba indo-gangeške ravnine. Tarai je nižinska regija, ki vsebuje nekaj hribovitih območij. Ravnice so nastale in se hranijo s tremi večjimi himalajskimi rekami: Koši, Gandaki in Karnali ter manjšimi rekami, ki izvirajo pod stalno snežno mejo. Ta regija ima subtropsko do tropsko podnebje. Najbolj obrobno vznožje, ki se imenuje hribovje Sivalik (nepalsko greben Čuria), ki sega od 700 do 1000 metrov visoko, označuje mejo Gangeške ravnine; severno od teh obronkov leži na več mestih široka, nizka dolina, imenovana notranja dolina Tarai (Bhitri Tarai Uptyaka).
Nizka Himalaja (nepalsko Pahar) je gorsko območje, ki na splošno ne pozna snega. Gore se gibljejo od 800 do 4000 metrov v višino, pri čemer ima subtropsko podnebje pod 1200 metri in se nadaljuje do alpskega podnebja nad 3600 metri. Spodnje himalajsko gorovje, ki sega od 1500 do 3000 metrov visoko, je južna meja te regije, s subtropskimi rečnimi dolinami in 'hribi', ki se izmenjujejo severno od tega območja. Gostota prebivalstva je visoka v dolinah, vendar precej manj nad 2000 metri in zelo nizka nad 2500 metri, kjer sneg občasno pade pozimi.
Visoka Himalaja (nepalsko Himal) je gorsko območje pokrito s snegom in predstavlja severni del Nepala. Vsebuje najvišje gore na svetu, vključno z 8848 metrov visokim Mount Everestom (Sagarmāthā v nepalščini) na meji s Kitajsko. Sedem drugih osemtisočakov je v Nepalu ali na njegovi meji s Kitajsko: Lhotse, Makalu, Čo Oju, Kangčendzenga, Dhaulagiri, masiv Anapurna in Manaslu.

### Podnebje
Nepal ima pet podnebnih območij, ki na splošno ustrezajo višinam. Tropske in subtropske cone ležijo pod 1200 metrov, zmerno območje 1200 do 2400 metrov (hladno območje 2400 do 3600 metrov), subarktična cona od 3600 do 4400 metrov in arktična cona nad 4400 metrov.
Nepal doživlja pet letnih časov: poletje, monsun, jesen, zimo in pomlad. Himalaja blokira hladne vetrove iz Srednje Azije pozimi in oblikuje severno mejo monsunskih vetrnih vzorcev. Na ozemlju, ki je bilo nekoč gosto poseljeno, je krčenje gozdov velik problem v vseh regijah, kar povzroča erozijo in degradacijo ekosistemov.
Nepal je priljubljen za alpinizem, saj ima nekatere najvišje in najbolj zahtevne gore na svetu. Tehnično je jugovzhodni greben na nepalski strani gora lažji za vzpenjanje, zato večina plezalcev raje potuje do Everesta skozi Nepal.
| Gora                              | višina  | višina    | odsek                   | Lega                                                                                        | Lega |
| --------------------------------- | ------- | --------- | ----------------------- | ------------------------------------------------------------------------------------------- | ---- |
| Mount Everest (najvišji na svetu) | 8.848 m | 29.029 ft | Khumbu Mahalangur Himal | Khumjung VDC, okrožje Solukhumbu, Sagarmatha Zone (Nepalsko-kitajska meja)                  |      |
| Kangčendzenga (3. najvišji)       | 8.586 m | 28.169 ft | Severna Kangčendzenga   | Lelep VDC / Yamphudin VDC, okrožje Taplejung, Mechi Zone (Nepalsko-sikimska meja)           |      |
| Lhotse (4. najvišji)              | 8.516 m | 27.940 ft | Skupina Everest         | Khumjung VDC, okrožje Solukhumbu, Sagarmatha Zone (Nepalsko-kitajska meja)                  |      |
| Makalu (5. najvišji)              | 8,462 m | 27,762 ft | Makalu Mahalangur       | Makalu VDC, okrožje Sankhuwasabha, Kosi Zone (Nepalsko-kitajska meja)                       |      |
| Čo Oju (6. najvišji)              | 8.201 m | 26.906 ft | Khumbu Mahalangur       | Khumjung VDC, okrožje Solukhumbu, Sagarmatha Zone (Nepalsko-kitajska meja)                  |      |
| Dhaulagiri (7. najvišji)          | 8.167 m | 26.795 ft | Dhaulagiri              | Mudi VDC / Kuinemangale VDC, okrožje Myagdi, Dhawalagiri Zone                               |      |
| Manaslu (8. najvišji)             | 8.156 m | 26.759 ft | Mansiri                 | Samagaun VDC, okrožje Gorkha / Dharapani VDC, okrožje Manang, Gandaki Zone                  |      |
| masiv Annapurna (10. najvišji)    | 8.091 m | 26.545 ft | Anapurna                | Ghandruk VDC, okrožje Kaski, Gandaki Zone / Narchyang VDC, okrožje Myagdi, Dhawalagiri Zone |      |

### Geologija
Trk med indijsko podcelino in Evrazijo, ki se je začel v paleogenskem obdobju in se nadaljuje še danes, je ustvaril Himalajo in Tibetansko planoto. Nepal leži povsem v tej coni trčenja, zaseda osrednji sektor himalajskega loka, skoraj tretjino od 2400 km dolge Himalaje.
Indijska plošča se še naprej premika proti severu glede na Azijo za približno 50 mm na leto . To je približno dvakrat več od hitrosti rasti človeških nohtov, kar je zelo hitro glede na velikost blokov zemeljske skorje. Ko se močna indijska kontinentalna skorja podriva pod relativno šibko tibetansko skorjo potisne navzgor Himalajske gore. To območje trčenja je omogočilo ogromne količine skrajšanja skorje, saj zaporedja kamnin drsijo ena nad drugo.
Na podlagi študije, objavljene leta 2014, glavnega čelnega potiska, se v povprečju velik potres pojavlja vsakih 750 ± 140 in 870 ± 350 let v vzhodnem Nepalu. Študija iz leta 2015 je odkrila 700-letno zamudo med potresi v regiji. Študija prav tako kaže, da je zaradi prenosa tektonskega stresa povezan potres leta 1934 v Nepalu in potres leta 2015 - po zgodovinskem potresnem vzorcu.
Erozija Himalaje je zelo pomemben vir sedimentov, ki se izlivajo v Indijski ocean prek več velikih rek: sistemov reke Ind, Ganges in Brahmaputra.

### Okolje
Dramatične razlike v nadmorski višini v Nepalu so razlog za različne biome, od tropskih savan vzdolž indijske meje, do subtropskih gozdov in gozdov iglavcev v regiji hribovja, do zmernih širokolistnih gozdov in gozdov iglavcev na pobočjih Himalaje in planinskih travišč in grmičevja, kamenja in ledu na najvišjih vzpetinah.
Na najnižjih višinah je savana Tarai-Duar in ekoregija travišč. Ti tvorijo mozaik s himalajskimi subtropskimi širokolistnimi gozdovi, ki se pojavljajo od 500 do 1000 metrov in vključujejo notranje doline Taraija. Himalajski subtropski borovi gozdovi so med 1000 in 2000 metri.
Nad temi viri se biogeografija Nepala na splošno deli od vzhoda proti zahodu z reko Gandaki. Ekoregije na vzhodu po navadi prejmejo več padavin in so bolj bogate z vrstami. Tiste na zahodu so bolj suhe z manj vrstami.
Od 1500 do 3000 metrov so zmerni vzhodni in zahodni himalajski širokolistni gozdovi. Od 3000 do 4000 metrov so vzhodni in zahodni himalajski subalpski iglavci. Do 5500 metrov so vzhodni in zahodni himalajski alpski grmi in travniki.

### Administrativne enote
Od 3. aprila 2018 je Nepal razdeljen na 7 pokrajin in 77 okrožij. Ima 753 lokalnih enot. Obstaja 6 metropol, 11 sub metropol, 276 občinskih svetov in 460 vaških svetov za uradna dela. Ustava podeljuje lokalnim enotam 22 absolutnih pooblastil, medtem ko si s centralnimi in deželnimi vladami deli še 15 pooblastil.
| Št.    | Pokrajina           | Središče      | Okrožje | Area (km2)  | Št. prebivalcev (2011) | Gostota (ljudi/km2) |
| ------ | ------------------- | ------------- | ------- | ----------- | ---------------------- | ------------------- |
| 1      | Pokrajina št. 1     | Biratnagar    | 14      | 25.905 km2  | 4.534.943              | 175                 |
| 2      | Pokrajina št. 2     | Janakpur      | 8       | 9.661 km2   | 5.404.145              | 559                 |
| 3      | Pokrajina št. 3     | Hetauda       | 13      | 20.300 km2  | 5.529.452              | 272                 |
| 4      | Gandaki Pradeš      | Pokhara       | 11      | 21.504 km2  | 2.413.907              | 112                 |
| 5      | Pokrajina št. 5     | Butwal        | 12      | 22.288 km2  | 4.891.025              | 219                 |
| 6      | Karnali Pradeš      | Birendranagar | 10      | 27.984 km2  | 1.168.515              | 41                  |
| 7      | Sudurpašchim Pradeš | Godawari      | 9       | 19.539 km2  | 2.552.517              | 130                 |
| Skupaj | Nepal               | Katmandu      | 77      | 147.181 km2 | 26.494.504             | 180                 |

### Največja mesta
Ker je Nepal ena od držav v razvoju, njena mesta, tako kot drugi vidiki, rastejo. Več kot 20 % prebivalstva živi v mestnih območjih. Prestolnica Katmandu je največje mesto in se imenuje Mesto templjev zaradi številnih templjev hindujskih in budističnih bogov in boginj. Katmandu je eno izmed najstarejših mest v južni Aziji in ima pet spomenikov na Unesco-vem seznamu svetovne dediščine, palače in zgodovinsko pomembne kraje, kot je palača Singha Durbar. Druga velika mesta Nepala so Pokhara, Biratnagar, Lalitpur, Bharatpur, Birgunj, Dharan, Hetauda in Nepalgunj.

## Gospodarstvo
Bruto domači proizvod (BDP) Nepala za leto 2018/19 je bil ocenjen na več kot 34,64 milijarde USD (prilagojen nominalnemu BDP). Kmetijstvo je leta 2018/19 predstavljalo 27,59 %, storitve 57,81 % in industrija 14,6% BDP. Medtem ko se kmetijstvo in industrija krčita, prispevek storitvenega sektorja narašča.
Kmetijstvo zaposluje 76 % delovne sile, storitve 18 %, predelovalne in obrtne industrije 6 %. Kmetijski pridelki - večinoma gojeni v regiji Tarai, ki meji na Indijo - so čaj, riž, koruza, pšenica, sladkorni trs, korenovke, mleko in meso vodnih bivolov. Industrija večinoma vključuje predelavo kmetijskih pridelkov, vključno z juto, sladkornim trsom, tobakom in žitom. Delovna sila z okoli 10 milijoni ljudi trpi zaradi velikega pomanjkanja kvalificirane delovne sile.
Politična negotovost še naprej negativno vpliva na gospodarsko rast Nepala.
Delež revnih se je od leta 2003 znatno zmanjšal. Odstotek ljudi, ki živijo pod mednarodno mejo revščine (ljudje, ki zaslužijo manj kot 1,25 USD na dan), se je v sedmih letih prepolovil. Pri tem merilu revščine se je odstotek revnih zmanjšal z 53,1 % v letih 2003/2004 na 24,8 % v letu 2010/2011. Z višjo mejo revščine v višini 2 USD na prebivalca na dan se je revščina zmanjšala za eno četrtino na 57,3 %. Vendar je porazdelitev dohodka ostala zelo neenakomerna.
V nedavni raziskavi je Nepal izjemno uspešen pri zmanjševanju revščine skupaj z Ruando in Bangladešem, saj je odstotek revnih upadel na 44,2 odstotka prebivalstva v letu 2011 s 64,7 odstotka v letu 2006–4,1 odstotne točke na leto, kar pomeni, da je Nepal dosegel izboljšanje sektorjev, kot so prehrana, smrtnost otrok, električna energija, izboljšana tla in sredstva. Če se bo napredek pri zmanjševanju revščine nadaljeval s to stopnjo, bo Nepal sedanjo stopnjo revščine izkoreninil v 20-ih letih.
Spektakularna pokrajina in raznolike, eksotične kulture Nepala predstavljajo velik potencial za turizem, vendar je rast v industriji zavrla politična nestabilnost in slaba infrastruktura. Kljub tem težavam je leta 2012 število mednarodnih turistov, ki so obiskali Nepal, znašalo 598.204, kar je 10 % več kot leto prej. Turistični sektor je leta 2012 prispeval skoraj 3 % nacionalnega BDP in je drugi največji tisti, ki tuje dohodek iz tujine po nakazilih.
Stopnja brezposelnosti in podzaposlenosti se približuje polovici delovno sposobnega prebivalstva. Tako se številni nepalski državljani preselijo v druge države v iskanju dela. Destinacije so Indija, Katar, ZDA, Tajska, Združeno kraljestvo, Savdska Arabija, Japonska, Brunej, Avstralija in Kanada. Nepal prejme 50 milijonov dolarjev letno preko Gurka vojakov, ki služijo v indijski in britanski vojski in so zelo cenjeni zaradi svoje spretnosti in poguma. Od leta 2010 je bila kupna vrednost nakazila okoli 3,5 milijarde dolarjev. Samo v letu 2009 je nakazilo prispevalo 22,9 % nacionalnega BDP.
Dolgoletni gospodarski sporazum podpira tesne odnose z Indijo. Država prejema tujo pomoč iz Združenega kraljestva, Indije, Japonske, ZDA, EU, Kitajske, Švice in skandinavskih držav. Revščina je velika; dohodek na prebivalca je okoli 1000 $. Porazdelitev bogastva med Nepalci je skladna s porazdelitvijo v mnogih razvitih državah in državah v razvoju: največ 10 % gospodinjstev nadzoruje 39,1 % nacionalnega bogastva, najnižji pa 10 % le 2,6 %.
Nepalska rupija je že dolga leta vezana na indijsko rupijo po tečaju 1,6. Od razveljavitve nadzora deviznih tečajev v začetku 1990-ih je črni trg za devize skoraj izginil. Stopnja inflacije se je po obdobju višje inflacije v 1990-ih letih znižala na 2,9 %.
Nepalski izvoz pretežno preprog, oblačil, konoplje, usnjenih izdelkov, blaga iz jute in žita skupaj znaša 822 milijonov dolarjev. Uvoz blaga predvsem zlata, strojev in opreme, naftnih derivatov in gnojil znaša skupaj 2 milijardi USD. Evropska unija (EU) (46,13 %), ZDA (17,4 %) in Nemčija (7,1 %) so njeni glavni izvozni partnerji. Evropska unija je postala največji kupec nepalskih gotovih oblačil (RMG). Izvoz v EU je predstavljal 46,13 odstotka skupnega izvoza oblačil države. Nepalski uvozni partnerji so Indija (47,5 %), Združeni arabski emirati (11,2 %), Kitajska (10,7 %), Saudova Arabija (4,9%) in Singapur (4 %).
Poleg tega da nimajo kopnega, razgibanega geografskega položaja, malo oprijemljivih naravnih virov in slabo infrastrukturo, so neučinkovita vlada po letu 1950 in dolgotrajna državljanska vojna tudi dejavniki, ki ovirajo gospodarsko rast in razvoj države.

## Infrastruktura

### Energija
Večina energije v Nepalu izvira iz kurjenja lesa (68 %), kmetijskih odpadkov (15 %), živalskega gnoja (8 %) in uvoženih fosilnih goriv (8 %). Razen nekaterih nahajališč lignita, Nepal nima znanih nahajališč nafte, plina ali premoga. Vsa komercialna fosilna goriva (predvsem nafta in premog) so uvožena iz Indije ali z mednarodnih trgov, ki so usmerjena skozi Indijo in Kitajsko. Uvoz goriva absorbira več kot eno četrtino deviznih prihodkov Nepala.
Samo električna energija potrebuje približno 1 % energije. Trajnostna narava nepalskih rek in strm vzpon topografije v državi zagotavljata idealne pogoje za razvoj nekaterih največjih hidroelektričnih projektov na svetu. Trenutne ocene kažejo, da je ekonomsko izvedljiv hidroenergetski potencial Nepala približno 83.000 MW iz 66 projektov hidroelektrarn. Vendar je trenutno Nepal lahko izkoristil le približno 600 MW od 20 srednje velikih do velikih hidroelektrarn in številnih malih in mikro hidroelektrarn. Obstaja 9 večjih hidroelektrarn v gradnji in dodatnih 27 mest, ki so predvidena za potencialni razvoj. Samo približno 40 % prebivalcev Nepala ima dostop do električne energije. Obstaja velika razlika med mestnimi in podeželskimi območji. Stopnja elektrifikacije v mestnih območjih je 90 %, medtem ko je stopnja za podeželska območja le 5 %. Največje povpraševanje po električni energiji je skoraj dvakrat večje od zmogljivosti ali zanesljive zmogljivosti v zimski sezoni. Položaj elektroenergetskega sektorja ostaja nezadovoljiv zaradi visokih tarif, visokih sistemskih izgub, visokih stroškov proizvodnje, visokih režijskih stroškov, večjega števila zaposlenih in nižjega domačega povpraševanja.

### Transport
Nepal ostaja izoliran od največjih svetovnih kopenskih, zračnih in pomorskih prometnih poti, čeprav je v državi letalstvo v boljšem stanju, saj ima 47 letališč, od tega 11 s tlakovanimi vzletno-pristajalnimi stezami, leti so pogosti in podpirajo velik promet. Na hribovitem in goratem terenu v severnih dveh tretjinah države je bila gradnja cest in druge infrastrukture težka in draga. Leta 2007 je bilo malo več kot 10.142 km asfaltiranih cest, ki so praviloma v zelo slabem stanju in 7.140 km neasfaltiranih cest in ena železniška proga v južni smeri dolga 59 km.
Več kot tretjina ljudi živi vsaj dve uri hoje od najbližje ceste v celi sezoni. Šele pred kratkim so vsi okrožni štabi (razen Simikot in Dunai) dobili cesto iz Katmanduja. Poleg tega okoli 60 % cestnega omrežja in večine podeželskih cest ne deluje v deževnem obdobju. Edino praktično pristanišče za vstop blaga za Katmandu je Kalkuta v Indiji. Zaradi notranjega slabega razvoja cestnega sistema je dostop do trgov, šol in zdravstvenih klinik izziv.

## Demografija
Po popisu iz leta 2011 se je prebivalstvo Nepala povečalo z 9 milijonov ljudi iz leta 1950 na 26,5 milijona. Od leta 2001 do 2011 se je povprečna velikost družine zmanjšala s 5,44 na 4,9. V popisu je bilo zabeleženih tudi 1,9 milijona odsotnih oseb, kar je več kot milijon več kot leta 2001; večina so moški delavci, zaposleni v tujini, predvsem v južni Aziji in na Bližnjem vzhodu. To je povezano s padcem razmerja med spoloma z 94,41 v primerjavi z 99,80 za leto 2001. Letna stopnja rasti prebivalstva znaša 1,35 %.
Državljani Nepala so znani kot Nepalci. Država je dom ljudem različnih narodnosti. Posledica tega je, da Nepalci ne enačijo svoje narodnosti z etnično pripadnostjo, ampak z državljanstvom in pripadnostjo. Čeprav državljani sestavljajo večino nepalskih državljanov, lahko prebivalci ne državljani, dvojni državljani in izseljenci zahtevajo tudi nepalsko identiteto. Nepal je večkulturna in multietnična država, saj je postala država, ki je zasedla več manjših kraljestev, kot so Mustang, Videha (Mithila), Madheš in Limbuvan v 18. stoletju. Najstarejša naselja v Mithili in Tharuhatu so Maithil. Severni Nepal je zgodovinsko naseljen z mongoloidnimi Kiranti, Rai in Limbu ljudstvi. Gorsko območje je redko poseljeno nad 3000 m, v osrednjem in zahodnem Nepalu pa etnični skupini Šerpa in Lamape naseljujeta še višje polsušne doline severno od Himalaje. Nepalski govorci Kas večinoma živijo v osrednjih in južnih regijah. Katmandujska dolina, v srednjem delu hribovja, predstavlja majhen del narodnega območja, vendar je najbolj gosto poseljena, saj ima skoraj 5 odstotkov prebivalstva. Nepalci so potomci treh velikih migracij iz Indije, Tibeta in Severnega Mjanmara ter kitajske province Junan preko Asama. Med najstarejšimi prebivalci so bili Kirati vzhodnega srednjega dela, Nevarci iz Katmandujske doline, domorodni Tharusi iz Tharuhata.
Kljub prehodu velikega dela prebivalstva na južno ravnino Madheš v zadnjih letih večina nepalskih prebivalcev še vedno živi v osrednjih višavjih; severne gore so redko poseljene. Katmandu z več kot 2,6 milijona prebivalcev (metropolitansko območje: 5 milijonov ?), je največje mesto v državi in kulturno in gospodarsko srce.
V skladu s Svetovno anketo o beguncih 2008, ki jo je objavil ameriški odbor za begunce in priseljence, je Nepal leta 2007 gostil populacijo beguncev in prosilcev za azil, ki je imela približno 130.000 beguncev. Od te populacije je bilo približno 109.200 oseb iz Butana in 20.500 iz Ljudske republike Kitajske. Nepalska vlada je omejevala butanske begunce na sedem taborišč v okrožjih Jhapa in Morang, beguncem pa ni bilo dovoljeno delati v večini poklicev. Združene države si trenutno prizadevajo za ponovno naselitev več kot 60.000 teh beguncev v ZDA. 

### Jeziki
Raznolika jezikovna dediščina Nepala izvira iz treh glavnih jezikovnih skupin: indo-arijcev, tibetasko-burmanskih in različnih avtohtonih jezikovnih izolatov. Najpomembnejši jeziki Nepala (v odstotkih govorijo kot materni jezik) po popisu leta 2011 so nepalščina (44,6 %), maithili (11,7 %), bhojpuri (6,0 %), tharu (5,8 %), Tamang (5,1 %), nepal bhasa (3,2 %), bajjika (3 %) in magar (3,0 %), doteli (3,0 %), urdujščina (2,6 %), awadhi (1,89 %) in sunwar. Nepal je dom vsaj štirih domačih znakovnih jezikov.
Nepalščina je nastala iz sanskrta in je napisana v devanagarijski pisavi. Nepalščina je uradni jezik in služi kot lingua franca med različnimi etnično-jezikovnimi skupinami. V južni regiji Madheš govorijo regionalne jezike maithili, awadhi, bhojpuri in redko urdu nepalskih muslimanov. Veliko Nepalcev v vladi in gospodarstvu govori maithili kot glavni jezik, nepalščina pa je de facto lingua franca. Tibetanščino govorijo na severu in visoki Himalaji, kjer standardno literarno tibetansko ljudstvo večinoma razumejo ljudje z versko vzgojo. Lokalna narečja v Tarai in hribih so večinoma nenapisana s prizadevanji za razvoj sistemov za pisanje mnogih v devanagari ali rimski abecedi.

### Religija
| Religija v Nepalu (2011) | Religija v Nepalu (2011) | Religija v Nepalu (2011) | Religija v Nepalu (2011) | Religija v Nepalu (2011) |
| ------------------------ | ------------------------ | ------------------------ | ------------------------ | ------------------------ |
| religion                 | religion                 |                          | %                        | %                        |
| Hinduizem                | Hinduizem                |                          | 81,3%                    | 81,3%                    |
| Budizem                  | Budizem                  |                          | 9,0%                     | 9,0%                     |
| Islam                    | Islam                    |                          | 4,4%                     | 4,4%                     |
| Kirant Mundhum           | Kirant Mundhum           |                          | 3,0%                     | 3,0%                     |
| Krščanstvo               | Krščanstvo               |                          | 1,42%                    | 1,42%                    |
| Drugo                    | Drugo                    |                          | 0,9%                     | 0,9%                     |

Večina nepalskega prebivalstva sledi hinduizmu. Šiva velja za božanstvo varuha države. Nepal je dom slavnega templja gospoda Šive, templja Pašupatinat, kamor hindujci z vsega sveta prihajajo na romanje. Po hindujski mitologiji se je boginja Sita iz epske Ramajane rodila v kraljestvu kralja Janake Raja.
Lumbini je budistično romarsko območje na Unescovem seznamu svetovne dediščine v okrožju Kapilavastu. Tradicionalno velja, da je rojstni kraj približno iz leta 563 pr. n. št. Sidarta Gautame, kšatrijskega kastnega kneza klana Sakja, ki je kot Buda Gautama ustanovil budizem.
Sveto mesto Lumbini meji na veliko samostansko cono, v kateri je mogoče zgraditi le samostane. V Nepalu obstajajo vse tri glavne veje budizma. Ljudstvo Neva ima svojo vejo vere. Budizem je tudi prevladujoča vera na redko poseljenih severnih območjih, ki so večinoma naseljena s tibetanskimi ljudmi, kot so Šerpe.
Buda, ki se je rodil kot hindujec, naj bi bil tudi potomec vedske Sage Angirase v mnogih budističnih besedilih. Priimek Budove družine je povezan z Gautama Maharišijem. Razlike med hindujci in budisti so bile v Nepalu minimalne zaradi kulturnega in zgodovinskega prepletanja hindujskih in budističnih prepričanj. Še več, tradicionalno budizem in hinduizem nista bila nikoli dve različni religiji v zahodnem pomenu besede. V Nepalu vere delijo skupne templje in častijo skupna božanstva. Med drugimi domačini Nepala so bili bolj pod vplivom hinduizma Magar, Sunvar, Limbu, Rai in Gurke. Hindujski vpliv je manj opazen med skupinami Gurung, Bhutia in Thakali, ki zaposlujejo budistične menihe za svoje verske obrede. Večina festivalov v Nepalu je hindujskih. Festival Mačendradžatra, posvečen hindujski Šaiva Sidha, praznujejo mnogi budisti v Nepalu kot glavni festival. Kot menijo, da je Ne Muni ustanovil Nepal, so nekateri pomembni duhovniki v Nepalu imenovani 'Tirthaguru Nemuni'. Islam je v Nepalu manjšinska vera, saj je v skladu z nepalskim popisom iz leta 2006 muslimansko prebivalstvo 4,2 %. Mundhum, krščanstvo in džainizem so druge manjšinske vere. 

## Kultura
Folklora je sestavni del nepalske družbe. Tradicionalne zgodbe temeljijo na resničnosti vsakdanjega življenja, na zgodbah o ljubezni, naklonjenosti in bitkah ter demonih in duhovih in tako odražajo lokalni življenjski slog, kulturo in prepričanja. Mnoge nepalske ljudske zgodbe se izvajajo skozi ples in glasbo.
Večina hiš v podeželskih nižinah Nepala je sestavljena iz tesnega okvirja iz bambusa in sten iz blata in mešanice kravjega gnoja. Ta stanovanja So hladna poleti in pozimi ohranjajo toploto. Hiše v hribih so običajno narejene iz nežgane opeke s slamnato ali strešno kritino. Pri visokih nadmorskih višinah se lahko na strehah uporabijo konstrukcijske spremembe kamnitega zidu in skrilavca.
Nepalska zastava je edina nacionalna zastava na svetu, ki ni pravokotne oblike. Ustava Nepala vsebuje navodila za geometrijsko konstrukcijo zastave. Po njenem uradnem opisu rdeča barva v zastavi pomeni zmago v vojni ali pogum in je tudi barva rododendrona, nacionalnega cvetja Nepala. Rdeča je tudi agresija. Modra meja zastave pomeni mir. Ukrivljena luna na zastavi je simbol mirne in tihe narave Nepalcev, medtem ko sonce predstavlja agresivnost nepalskih 

### Kuhinja
Nacionalna kuhinja Nepala je Dhindo in Gundruk. Glavna nepalska jed je dal bhat. Dal je juha iz leče in jo postrežejo s parjenim rižem (bata), s tarkarijem (zelenjavni kari), skupaj z ačarjem (kislimi kumaricami) ali čatnijem (začinjene začimbe iz svežih sestavin). Sestavljen je iz nevegetarijanskih in vegetarijanskih sestavin. Gorčično olje je običajen medij za kuhanje in številne začimbe, vključno s kumino, koriandrom, črnim poprom, sezamom, kurkumo, česnom, ingverjem, meto, lovorovim listom, klinčki, cimetom, čilijem in gorčičnimi semeni. Momo je vrsta parjenega žličnika z mesnimi ali zelenjavnimi nadevi in je priljubljena hitra hrana v mnogih regijah Nepala.